# شعار سلوفينيا
شعار سلوفينيا هو درع أزرق ذو إطار أحمر مرسوم عليه جبل أبيض ذو ثلاث قممٍ حادة يرمز إلى جبل تريغلاف وفي منتصف الجبل يوجد خطان أزرقان متموّجان يمثلان البحر الأدرياتيكي وأنهار البلاد، وفوق الجبل ثلاث نجمات سداسية صفراء ترمز إلى كونتات تسليه الثلاثة كما ترمز كذلك إلى الثالوث المقدس وفق العقيدة المسيحية الكاثوليكية. اُعتمد في 24 يونيو 1991 وتم تصميمه من قبل الرسام السلوفيني ماركو بوغاتشنيك.

## التاريخ

### مملكة يوغوسلافيا

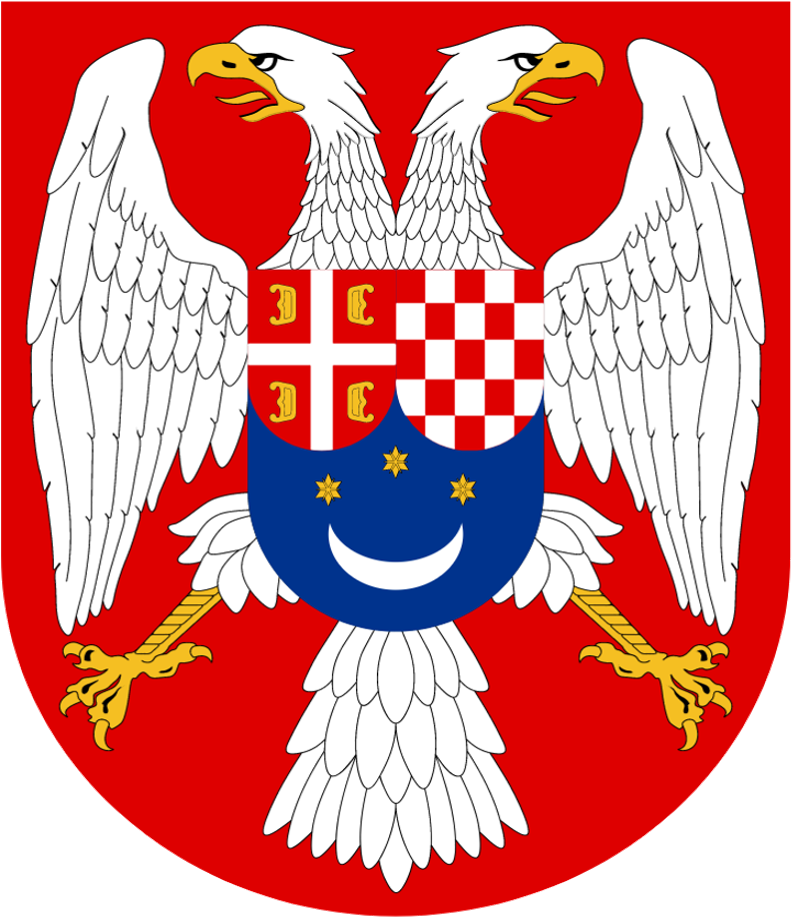
شعار سلوفينيا (أسفل الوسط) الموجود على شعار مملكة يوغوسلافيا مُنذ 1918 وحتى 1941.

شعار جمهورية سلوفينيا الاشتراكية مُنذ 1945 وحتى 1991.

إلى حين إحلال الإمبراطورية النمساوية المجرية لم يكن للأراضي السلوفينية شعاراً يُمثلها. وعندما اندمجت كرواتيا وصربيا وسلوفينيا في مملكة صربيا حصلت على شعار مُشترك يمثلها، وهو درع فيه ثلاثة أعلام في جسد نسر ذو رأسين، العلمان اللذان في الأعلى يُمثلان الدرع الكرواتي على اليمين والدرع الصربي على اليسار، بينما يمثل الدرع الأسفل السلوفينيين.

### جمهورية سلوفينيا الاشتراكية
قام المصمم السلوفيني برانكو سيمتشيتش بتصميم شعار جمهورية سلوفينيا الاشتراكية وهي إحدى الجمهوريات الست المكونة لجمهورية يوغوسلافيا الاتحادية الاشتراكية عن طريق جبل تريغلاف أزرق ذو خطان أبيضان متوّجان مُحاط بإكليل نباتي أصفر مزهو بأوراق النبات متوسمةً بنجمة سداسية حمراء في القمة.

### جمهورية سلوفينيا
اُعتمد التصميم الحالي رسمياً في 24 يونيو 1991 بعد نشر مناقصة حول تصميم شعار جديد للدولة، واستُند مهمة التصميم إلى المصمم والرسام السلوفيني ماركو بوغاتشنيك المولود عام 1944.